# MBSat
MBSat (Mobile Broadcasting Satellite、韓国名：한별（Han Byul）) は、2004年3月米フロリダ州ケープカナベラル空軍基地からAtlas IIIAロケットにより打ち上げられた日韓共同利用の移動体向け放送衛星。

## 概要
東経144度、高度約36,000kmに位置していたマルチメディア放送向けの静止衛星である。モバイル放送(65.34%)と韓国のSKテレコム(34.66%)の共同所有であり、モバイル用途に特化した（デジタルテレビ（衛星DMB）、デジタルラジオDAB）放送を提供していた。日本ではモバイル放送株式会社(MBCO)によりモバHO!が、韓国ではSKテレコムの傘下のTU Mediaにより衛星DMBとしてサービスが行われていた。
携帯端末を対象としていたため受信用アンテナの大型化が困難であるため、1215Wの高出力電力増幅器を使って送信していることが大きな特徴である。電波はSバンド25GHz帯(2630 - 2655MHz)の周波数を使用し、衛星の電波が直接届かないエリアへの対策としてギャプフィラーと呼ばれる再送信設備に対してKuバンド14GHz帯 (13.824 - 13.883GHz) を使い、同時送信も行っていた。なお、この衛星放送は日韓で同じ周波数を使用しており、混信回避のために日本は左旋円偏波、韓国は右旋円偏波を使用する。日本向けサービスは2009年3月末にサービスを終了した。詳細はモバHO!のページを参照。また、韓国でも2012年8月末をもってサービスを終了した。

## 売却・改名
2013年に中国香港のAsia Broadcast Satellite（現 ABS）に売却されてABS 2iに改名し、東経144度から東経75度の位置に移動。その後、ABS-4/Mobisat-1に改名し、東経61度に移動している。電波のビームはもともとは日本・韓国の方向を向くように設計されていたため、衛星の経度を変更することで対象地域を北アフリカ、中東のペルシア湾・紅海周辺地域向けとして使用している。